# Nadleśnictwo Jarosław
Nadleśnictwo Jarosław (do dnia 01.01.2009 Nadleśnictwo Radymno) - jednostka organizacyjna Lasów Państwowych, podległa RDLP w Krośnie, z siedzibą w Koniaczowie.
Nadleśnictwo zarządza lasami na powierzchni 16 621 ha. Zasięgiem swym obejmuje część Płaskowyżu Tarnogrodzkiego, wchodzącego w skład Kotliny Sandomierskiej. Rzeźba terenu jest tutaj płaska, z nielicznymi wzniesieniami.
Tutejsze drzewostany są bardzo zróżnicowane pod względem siedliskowym. Obok żyznych i zasobnych siedlisk lasowych zajmujących 59% (z dębem i bukiem) występują uboższe zbiorowiska borów i borów mieszanych zajmujących 41%, gdzie dominuje sosna - najważniejszy gatunek lasotwórczy. Pozostałe m.in. dąb, olcha, buk i brzoza występują w zdecydowanej mniejszości. 

W skład Nadleśnictwa Jarosław wchodzą leśnictwa:
- Czerniawka
- Dąbrowa
- Kobylnica
- Korczowa
- Korzenica
- Stubno
- Tuchla
- Bór
- Lichacze
- Łapajówka
- Olchowa
- Radawa
- Surmaczówka
- Zapałów